# Amedo
Amedo est une freguesia portugaise de la municipalité de Carrazeda de Ansiães, de 12,23 km2 de superficie et 302 habitants (2011). Densité: 24,7 hab/km2.